# Diecezja Kengtung
Diecezja Kengtung (łac. Dioecesis Kengtunghensis) – rzymskokatolicka diecezja ze stolicą w Kengtungu, w Mjanmie.
Archidiecezja podlega metropolii Taunggyi.

## Historia
- 27 kwietnia 1927 – powołanie prefektury apostolskiej
- 26 maja 1950 – powołanie wikariatu apostolskiego
- 1 stycznia 1955 – powołanie rzymskokatolickiej diecezji Kengtung

## Biskupi Kengtung
- Erminio Bonetta PIME (prefekt w latach 1927–1949)

- Fernando Guercilena PIME (w latach 1950–1955 wikariusz apostolski, następnie do 1972 biskup diecezjalny)

- Abraham Than (1972–2001)

- Peter Louis Cakü (2001–2020)
- John Saw Yaw Han (od 2022)